# Годовицын, Геннадий Николаевич
Геннадий Николаевич Годовицын — советский государственный и политический деятель, председатель Новосибирского облисполкома (1940—1942).

## Биография
Родился в 1909 году в городе Родники. Член ВКП(б) с 1932 года.
С 1923 года — на общественной и политической работе. В 1923—1946 гг. — ученик школы фабрично-заводского ученичества при комбинате «Большевик», слушатель рабочего факультета, студент химико-технологический института, заместитель начальника цеха Кемеровского азотно-тукового завода, заведующий Промышленным отделом Новосибирского областного комитета ВКП(б), заместитель секретаря Курского обкома ВКП(б) по промышленности.
С декабря 1937 года по февраль 1940 года — председатель Исполнительного комитета Кемеровского городского Совета депутатов трудящихся.
С 25 мая 1940 года по 16 января 1942 года — председатель Исполнительного комитета Новосибирского областного Совета депутатов трудящихся.
16 марта 1941 года доизбран депутатом Верховного Совета СССР 1 созыва от Кемеровского избирательного округа №190 (на место репрессированного в 1939 году И. И. Алексеева).
С 17 июля 1941 года — председатель Исполнительного комитета Томского городского Совета депутатов трудящихся. В конце июня 1943 г. отозван в распоряжение ЦК ВКП(б).